# نيبويشا يوفوفيتش
نيبويشا (نيبو) يوفوفيتش (السيريلية: Небошша ововови، ولد في 28 أغسطس 1974) مدير كرة قدم مونتينيغري  واللاعب السابق الذي لعب كمهاجم .

## مسيرته الرياضية
ولد في تيتوغراد، بعد أن بدأ في فريق الناشئين بنادي أف كي كرفينا ستيجينا، وقع نيبويشا مع بودوتشنوست بودغوريتسا في 1988. لعب حوالي 10 سنوات في بودوتشنوست. في 1998, وقد سافر تركيا ولعب لكايسري سبور، ثم سافر ليوغوسلافيا لمدة 3 مواسم في أف كي سميديريفو.
في 2001، لعب مع نادي سلافيا في روسيا البيضاء، في 2002 لعب في الدوري السويدي مع نادي آسيريسكا ثم الدوري المونتينيغري أف كي زيتا، ثم الصيني عام 2003 مع نادي هينان جيان يي, وأخيرا، في 2004 الدوري البولندي مع زاغويمبيه لوبين.
في 23 مارس 2017, نيبويشا تم تعيينه كمدرب لنادي الفيصلي.
في 28 أغسطس 2017, تم التوقيع لنادي الزمالك المصري.
تولى تدريب نادي الشرطة العراقي سنة 2019 وتحصل على لقب الدوري معهم

## إنجازاته
النادي الفيصلي 
- الدوري الأردني 2016–17: 2017
- كأس الأردن: 2017
- كأس السوبر الأردنية: 2017

نادي الشرطة العراقي
- الدوري العراقي الممتاز 2018–19

## روابط خارجية
- نيبويشا يوفوفيتش على موقع اتحاد تركيا (لاعب) (الإنجليزية)
- نيبويشا يوفوفيتش على موقع قاعدة بيانات كرة القدم.إي يو (الإنجليزية)